# Cardamine rupicola
Cardamine rupicola är en korsblommig växtart som först beskrevs av Otto Eugen Schulz, och fick sitt nu gällande namn av Charles Leo Hitchcock. Cardamine rupicola ingår i släktet bräsmor, och familjen korsblommiga växter. Inga underarter finns listade i Catalogue of Life.